# IC 813
IC 813 ist eine Spiralgalaxie mit aktivem Galaxienkern vom Hubble-Typ Sbc im Sternbild Coma Berenices am Nordsternhimmel. Sie ist schätzungsweise 311 Millionen Lichtjahre von der Milchstraße entfernt und hat einen Durchmesser von etwa 85.000 Lichtjahren. Gemeinsam mit IC 3734 bildet sie ein wechselwirkendes Galaxienpaar.

Im selben Himmelsareal befinden sich u. a. die Galaxien IC 3679, IC 3691, IC 3776, IC 3781.
Das Objekt wurde am 6. April 1891 vom österreichischen Astronomen Rudolf Spitaler entdeckt.